# Justicia aequilabris
Justicia aequilabris är en akantusväxtart. Justicia aequilabris ingår i släktet Justicia och familjen akantusväxter.

## Underarter
Arten delas in i följande underarter:
- J. a. aequilabris
- J. a. glabribracteata
- J. a. riograndina